# Мілтон Марґаї
Мілтон Аугустус Стрібі Марґаї (англ. Milton Augustus Strieby Margai; 7 грудня 1895 Гбангбатоке, Сьєрра-Леоне — 28 квітня 1964 Фрітаун) — лікар, перший прем'єр-міністр незалежної Сьєрра-Леоне в 1961—1964 роках, державний діяч Сьєрра-Леоне, вважається засновником незалежної держави Сьєрра-Леоне.

## Життєпис
Народився 7 грудня 1895 р. в британській колонії Сьєрра-Леоне. За національністю менде. Початкову освіту здобув в євангелічному коледжі в Сьєрра-Леоне. За віросповіданням — протестант. У 1922—1927 рр. навчався на медичному факультеті Дарема (В.Британія), отримав ступінь бакалавра медицини. Перший дипломований лікар — виходець з місцевого населення. В 1947 р. став видавцем першої національної газети «Сьєрра-Леоне обсервер». У 1954—1958 — головний міністр колонії, у 1958—1964 — прем'єр-міністр Сьєрра-Леоне, також міністр закордонних справ та фінансів.
У 1962 році Марґаї в результаті чергових загальних виборів вдалося утримати владу, проте в 1964 році він загинув в авіакатастрофі і був похований в підвалі будівлі парламенту. Його наступником став брат Альберт Марґаї.